# Filòstrat de Lemnos
Filòstrat de Lemnos (grec antic: Φιλόστρατος, llatí: Philostratus) va ser un filòsof, historiador i orador de la Grècia romana, nascut a Lemnos i que va ensenyar oratòria a Atenes. Era parent de Filòstrat d'Atenes, el biògraf d'Apol·loni de Tíana, nascut també a Lemnos. Va viure al segle iii, encara que segurament va néixer a finals del segle ii.
Va morir i va ser enterrat a Lemnos. Va escriure, segons la Suïda:
- Εἰκόνας, una galeria antiga de 64 quadres (Εἰκόνας són imatges)
- Παναθηναϊκόν
- Τρωικόν
- Παράφρασιν τῆς Ὁμήρου ἀσπίδος
- Μελέτας[1]